# Mario Visintini
Mario Visintini (ur. 26 kwietnia 1913 w Parenzo, zm. 11 lutego 1941) – włoski wojskowy, oficer lotnictwa, pierwszy as myśliwski okresu II wojny światowej w Regia Aeronautica. Walczył w wojnie domowej w Hiszpanii oraz na terenie Włoskiej Afryki Wschodniej, uzyskując łącznie według włoskich danych 17 zestrzeleń. Zginął w katastrofie swojego samolotu w Erytrei, pośmiertnie został odznaczony Złotym Medalem za Męstwo Wojskowe (Medaglia d'oro al valor militare).

## Życiorys
Mario Visintini zgłosił się jako ochotnik do Regia Aeronautica po ukończeniu studiów, jednak został odrzucony z przyczyn medycznych. Ukończył jednak cywilny kurs pilotażu i ostatecznie w 1937 roku został kadetem lotnictwa wojskowego. Uczestniczył w wojnie domowej w Hiszpanii w składzie XVI° Gruppo "La Cucaracha" Aviazione Legionaria, zgłaszając 5 września 1938 roku zwycięstwo powietrzne nad republikańskim I-16.
Przed przystąpieniem Włoch do II wojny światowej Visintini służył we Włoskiej Afryce Wschodniej. Pierwsze zestrzelenie, bombowca Vickers Wellesley z 14. dywizjonu RAF, uzyskał w czwartym dniu działań, 14 lipca 1940 roku. Do zakończenia walk w Afryce Wschodniej zwyciężył, według włoskich danych, w 16 walkach powietrznych, uczestniczył również w atakach na brytyjskie lotnictwa wojskowe w Ghedaref, Gaz Regeb i Agordat, gdzie RAF poniósł znaczne straty. Podczas drugiej z tych akcji, 12 grudnia 1940 roku, wylądował na terytorium zajętym przez wojska przeciwnika, aby uratować zestrzelonego przez artylerię przeciwlotniczą dowódcę swej eskadry i szczęśliwie powrócił z nim na macierzyste lotnisko. Po tych sukcesach został awansowany do stopnia kapitana (Capitano) i, jako jeden z trzech pierwszych (obok Luigiego Barona i Giorgio Graffera) włoskich asów myśliwskich odznaczony Medaglia di bronzo a wkrótce również Medaglia di argento al valor militare.
Zginął 11 lutego 1941 roku, rozbijając w silnym wietrze swój samolot o zbocze góry Nefasit w Erytrei. Pośmiertnie został uhonorowany Medaglia d'oro al valor militare, najwyższym włoskim odznaczeniem wojskowym. Jego postać i zwycięstwa we wczesnej fazie wojny zostały wykorzystane przez włoską propagandę. Został mu między innymi zadedykowany jeden z tomów serii Eroi della nostra guerra, zatytułowany Il Pilota solitario. Jego brat Licio był marynarzem Regia Marina, zginął podczas ataku żywych torped na Gibraltar 8 grudnia 1942 roku i również został pośmiertnie odznaczony Medaglia d'oro al valor militare.